# Caroline Hurtut
Caroline Hurtut, également connue sous le nom de Caroline Lelièvre Hurtut, née le 27 décembre 1980 en France, est une chanteuse lyrique, comédienne et autrice notamment de livres jeunesse.

## Biographie

### Formation
Caroline Hurtut possède une double formation artistique en musique et théâtre.
De 2004 à 2012, elle effectue des études musicales, sous la conduite de Sophie Geoffroy-Dechaume, au Conservatoire à rayonnement départemental de Pantin, dont elle sort diplômée en chant lyrique ; elle suit également les cours de Susan McCulloch de 2005 à 2017, cette dernière, professeur à la Guildhall School of Music and Drama de Londres, l'ayant invitée à continuer à se former auprès d’elle en Angleterre. 
De 2003 à 2010, elle prépare avec Carmelo Agnello et Claude Amey le master 2 Arts de la Scène – dramaturgie musicale – études théâtrales à l'Université Paris 8 ; et en 2009, elle y soutient un mémoire de master recherche 2e année en études théâtrales  intitulé Mettre en scène les Noces de Figaro aujourd'hui. Au cours de sa formation, elle travaille avec des musiciens tels que Charlotte Bonneu, Sébastien Joly, Thomas Palmer ou Fabrice Boulanger en France, Robin Bowman, Elisabeth Humphrey Clark, Elaine Kidd, Henry Herford (en), Sarah Walker ou Adrian Thompson en Angleterre.

### Artiste lyrique et comédienne
Caroline Hurtut joue ses premiers rôles dans le répertoire de musique baroque en tant que soprano et devient professeure de chant,. 
Elle joue également au théâtre notamment dans des comédies musicales,, comme Les Folies d'Offenbach,. 

### Autrice d'ouvrages pour la jeunesse
À partir de 2012, elle publie des ouvrages de littérature pour enfants et adolescents,.

## Publications
Hurtut a écrit plusieurs ouvrages de littérature pour la jeunesse :
- Le secret, Stéphanie Augusseau (illustrations), Alice, 2012[10].
- La mystérieuse boutique de Monsieur Bottom, Magali Ben (illustrations), Bouton d'or Acadie, DL 2015[11],[12]
- Les jardins Divari, Loren Bes (illustrations), Rêves bleus-Éditions d'Orbestier, 2015[13]
- Le chapardeur, avec Anne-Soline Sintes, Alice jeunesse, 2017[14]
- Un baobab pour lady Lily, Amandine Dugon (illustrations), Rêves bleus-Éditions d'Orbestier, 2017[15]

### Autres ouvrages
Elle participe également à l'ouvrage :
- Ni vues ni connues : Panthéon, Histoire, mémoire : où sont les femmes ? Collectif Georgette Sand, Hugo & Co (éditeur)|Hugo & Co, 2017[16].